# Хронология Древнего Египта

## Общая хронологическая таблица древнеегипетской истории

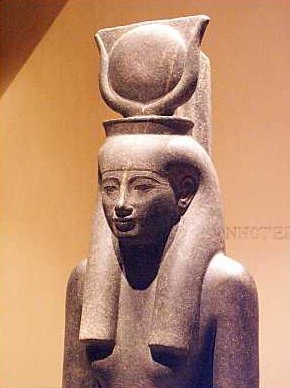
Хатор

- 3000 до н. э. объединение Египта царём Менесом; Раннее царство.
- 2700—2400 до н. э. сооружены пирамиды первого типа.
- 2640 до н. э. Джосер основал III династию; начало Древнего царства; создание первых сводов наставлений Имхотепом.
- 2600 до н. э. умер Джосер.
- 2575 до н. э. Снофру; новая техника строительства пирамид.
- 2528 до н. э. умер Хуфу (Хеопс).
- 2490 до н. э. умер Хафра.
- 2471 до н. э. умер Менкаур.
- 2465 до н. э. изменение государственного устройства и усиление власти на местах.
- 2325 до н. э. усиление власти номархов.
- 2254 до н. э. Пиопи II взошёл на престол.
- 2200 до н. э. плавильное дело; использование бронзы.
- 2155 до н. э. распалось Древнее царство; начало первого переходного периода.
- 2040 до н. э. Ментухотеп I объединил Египет и основал Среднее царство.
- 2000 до н. э. планиметрия и пространственные отношения.
- 1991 год до н. э. Аменемхет I основал XII династию.
- 1962 год до н. э. Хети III написал поучения Аменемхета I.
- 1926 год до н. э. появилось «Сказание Синухе».
- 1926 год до н. э. умер Сенусерт I.
- 1890–1800 годы до н. э. первые папирусы математических текстов.
- 1878 год до н. э. Сенусерт III расширил границы Египта.
- 1841 год до н. э. Аменемхет III организовал регулирование уровня воды.
- 1785 год до н. э. начало распада Среднего царства.
- 1650 год до н. э. начало в Египте второго переходного периода.
- 1551 год до н. э. Яхмос I: победа над гиксосами и основание XVIII династии; начало Нового царства.
- 1505 год до н. э. Тутмос I начал египетскую экспансию.
- 1500 год до н. э. составлен «папирус Эберса».
- 1490 год до н. э. царица Хатшепсут совершила государственный переворот.
- 1468 год до н. э. Тутмос III: продолжение египетской экспансии.
- 1468 год до н. э. умерла Хатшепсут.
- 1436 год до н. э. умер Тутмос III.
- 1412 год до н. э. умер Аменхотеп II.
- 1403 год до н. э. Тутмос IV заключил мир с государством Митанни.
- 1364 год до н. э. умер Аменхотеп III.
- 1361 год до н. э. Аменхотеп IV: основание новой столицы Египта и реформы.
- 1347 год до н. э. Тутанхамон перенёс столицу в Мемфис и отменил культ Эхнатона.
- 1337 год до н. э. смерть Тутанхамона.
- 1306 год до н. э. Рамсес I основал XIX династию.
- 1290 год до н. э. умер Сети I.
- 1286 год до н. э. Рамсес II; ничья в битве при Кадеше остановила египетскую экспансию на Ближнем Востоке.
- 1270 год до н. э. Рамсес II и Хаттусили III; соглашение о влиянии в Сирии.
- 1224 год до н. э. умер Рамсес II.
- 1186 год до н. э. Сетнахт основал XX династию.
- 1184 год до н. э. Рамсес III разгромил ливийцев и народы моря.
- 1153 год до н. э. убийство Рамсеса III.
- 1070 год до н. э. начало в Египте третьего переходного периода.
- 945 год до н. э. Шешонк I основал XXII династию.
- 728 год до н. э. Пианхи; начало правления нубийской династии.
- 681 год до н. э. завоевание Египта ассирийским царём Асархаддон.
- 664 год до н. э. Псамметих I; объединение Египта.
- 595 год до н. э. Псамметих II стал фараоном.
- 589 год до н. э. борьба за Палестину.
- 570 год до н. э. убийство Априя; восшествие на престол Яхмоса II.
- 526 год до н. э. умер Яхмос II.
- 404 год до н. э. Амиртей изгнал персов.
- 380 год до н. э. Неферит II; последняя самостоятельная династия.
- 343 год до н. э. завоевание Египта персидским царём Артаксеркс III.
- 332 год до н. э. завоевание Египта Александром Македонским; основана Александрия.
- 246 год до н. э. умер Птолемей II.
- 221 год до н. э. убийство царицы Береники II.
- 201 год до н. э. Пятая Сирийская война.
- 47 год до н. э. частично уничтожена Александрийская библиотека.
- 30 год до н. э. аннексия Египта Римом; смерть Клеопатры.